# Kumeyaay
Kuumeyaay är ett utdöende språk som talas i norra delstaten Baja California, Mexiko vid gränsen mot USA. Språket hör till Yuman–cochimíspråken och dess närmaste släktspråk är bl.a. ipai och kwatl.. Enligt Mexikos folkräkning 2010 hade kumeyaay 289 talare.
Språket har ingen skriftlig standard.
Andra namn för språket inkluderar bl.a. diegueño (mestadels i USA), kumiai (mestadels i Mexiko), tipai och tiipay.
Sedan 2014 har man börjat revitalisera språket genom att erbjuda distanskurser och genom att öppna en språkskola för barn.

## Fonologi

### Konsonanter
|             | Bilabial | Dental | Alveolar | Palatal | Velar        | Velar | Uvular | Glottal |
| ----------- | -------- | ------ | -------- | ------- | ------------ | ----- | ------ | ------- |
| Norm.       | Bilabial | Dental | Alveolar | Palatal | Labialiserad |       | Uvular | Glottal |
| Klusil      | p        | t      | t̠        | c       | k            | kʷ    | q      | ʔ       |
| Frikativ    | v        | s      | s̠        |         | x            | xʷ    |        |         |
| Nasal       | m        | n      | n̠        | ɲ       |              |       |        |         |
| Lateral     |          |        | ɬ l      | 𝼆 ʎ     |              |       |        |         |
| Tremulant   |          | r      | r̠        |         |              |       |        |         |
| Approximant | w        |        |          | j       |              |       |        |         |

Källa:

### Vokaler
|             | Främre | Central | Bakre |
| ----------- | ------ | ------- | ----- |
| Sluten      | i      |         | u     |
| Mellanöppen |        | ə       | o     |
| Öppen       |        | a       |       |

Källa:

## Grammatik
Kumeyaays morfologi är relativt rik och tar nytta av bland annat reduplikation med verb. Substantivens markeringar inkluderar subjekt, objekt (både indirekt och direkt), numerus och instrumentalis..